# Замок Дун Айл

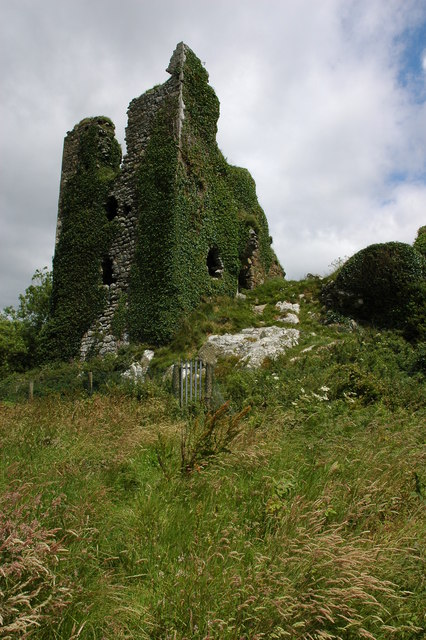
Замок Дангілл.

Замок Дун Айл (ірл. Caisleán Dhún Aill, англ. Dunhill Castle) — замок Дун Айлл, Фортеця Айлла — один із замків Ірландії, розташований в графстві Вотерфорд. Замок баштового типу, нині лежить в руїнах. Географічні координати замку: 52°10′22″N 7°15′44″W. Біля замку є одноіменне селище, церква Святого Серця.
Руїни замку стоять на скелі на південь від селища Дангілл. Замок побудував і володів ним Джон Повер в 1641 році на місці більш давньої кельтської фортеці. Замок був зруйнований військами Олівера Кромвеля під час придушення повстання за незалежність Ірландії.
Ведуться дискусії про час побудови замку Дангілл, бо про його будівництво не збереглося ніяких документів. Башта прямокутна. Зберігся по суті тільки перший поверх і то частково. Двері розташовані в північній стіні замку, ведуть до кімнати, що мала три бійниці. Є залишки гвинтових сходів і залишки склепіння. Площа першого поверху 10,5 Х 9,5 м.
Недалеко від замку є чисельні археологічні пам'ятки: мегалітичні споруди, гробниці часів неоліту, 2 кромлехи.